# Izabela Kowalewska
Izabela Kowalewska, z d. Baranowska. secundo voto Torchała (ur. 23 września 1969) – polska piłkarka ręczna, bramkarka, wielokrotna mistrzyni i reprezentantka Polski.

## Życiorys

### Kariera klubowa
Była wychowanką MKS Truso Elbląg, a następnie zawodniczką Startu Elbląg, z którym zdobyła mistrzostwo Polski w 1992, wicemistrzostwo Polski w 1991 i brązowy medal mistrzostw Polski w 1993. Następnie reprezentowała barwy Montexu Lublin, zdobywając cztery razy z rzędu mistrzostwo Polski (1995–1998). Jej ostatnim klubem był JKS Jarosław. Po zakończeniu kariery zamieszkała w Elblągu, a następnie w Niemczech.

### Kariera reprezentacyjna
W reprezentacji Polski debiutowała 23 października 1991 w towarzyskim spotkaniu z Austrią. Wystąpiła w mistrzostwach świata (1993 – 10 miejsce) i mistrzostwach Europy (1996 – 11 miejsce). Ostatni raz wystąpiła w tej drużynie w meczu eliminacji mistrzostw świata 1997 – 26 kwietnia 1997 ze Słowacją. Łącznie w biało-czerwonych barwach wystąpiła 73 razy.